# Conognatha badenii
Conognatha badenii es una especie de escarabajo del género Conognatha, familia Buprestidae. Fue descrita científicamente por Saunders en 1872.